# Puccinellia himalaica
Puccinellia himalaica är en gräsart som beskrevs av Nikolai Nikolaievich Tzvelev. Puccinellia himalaica ingår i släktet saltgrässläktet, och familjen gräs. Inga underarter finns listade i Catalogue of Life.